# All-invakantie
Een all-invakantie is een vakantiereis waarbij de vakantieganger voor een vaste prijs een reis boekt waarbij zijn inbegrepen: de vliegreis, het hotel met gebruik van vrijwel alle faciliteiten en alle maaltijden, snacks en drankjes volgens door het hotel gestelde voorwaarden. Voor sommige faciliteiten of bepaalde drankjes moet soms wel worden betaald. Wegens een gebrek aan een juridische definiëring van het label "all-inclusive" zijn er in de praktijk grote verschillen in de invulling van het concept. Uit onderzoek naar de invulling van het label "all-inclusive" blijkt dat het overgrote gedeelte van de all-invakantie arrangementen in Nederland niet voldoet aan de gangbare definiëring. 
Bij de zogenoemde all-inclusive resorts, waarvan de Belgische ondernemer Gérard Blitz met zijn Club Med een pionier was, krijgt de gast een gekleurd plastic armbandje om ter controle voor het personeel dan men daadwerkelijk gast is. Minderjarigen of mensen met speciale dietaire wensen (religie, allergie) krijgen vaak een armbandje in een afwijkende kleur. Zijn all-informule werd later ook in Turkije geïntroduceerd en daarna in veel andere vakantielanden.
Voordeel van de formule voor de vakantieganger is dat men vooraf weet waar men aan toe is en behalve persoonlijke uitgaven vrijwel geen verdere kosten maakt. Voordeel voor de hotelier is dat hij vooraf weet wat zijn inkomsten zijn. Deze formule is vooral winstgevend bij een groot aantal gasten waarbij het meestal om duizenden gaat. De resorts die deze formule hanteren zijn dan ook meestal groot, hebben veel faciliteiten, meerdere restaurants en zwembaden maar liggen meestal ver buiten het dorp of stad om de kosten laag te houden. De maaltijden worden massaal bereid en de (alcoholische) drankjes zijn meestal van een lokaal merk waardoor de kosten laag blijven. Wil de gast een ander merk, dan moet meestal wel betaald worden. Omdat in de landen de personeelskosten relatief laag zijn, is voor de hotelier toch winst te maken.